# Operación bajo mundo

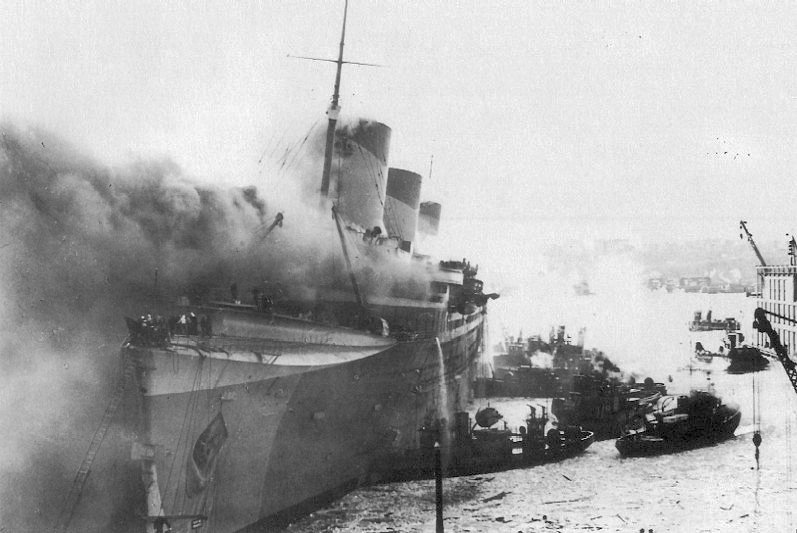
La sospecha sobre el sabotaje de la Mafia en el incendio y el hundimiento del Normandía (rebautizado como Lafayette para el servicio de guerra), llevó a la realización de la Operación bajo mundo

La Operación bajo mundo (También llamada Operación Mundo Subterráneo u Operación Underworld) fue el nombre en clave que le dio el gobierno de los Estados Unidos, a la cooperación de las figuras del crimen organizado italiano y judío de 1942 a 1945 para contrarrestar a los espías y saboteadores del Eje a lo largo de los puertos de la costa noreste de Estados Unidos de Suministros y equipo de guerra vital.
En los primeros tres meses después del Ataque a Pearl Harbor el 7 de diciembre de 1941, los Estados Unidos Perdieron 120 buques mercantes frente a los submarinos alemanes en la batalla del Atlántico y en febrero de 1942 el transatlántico SS Normandia —un barco francés capturado que estaba siendo reacondicionado con tropas en el puerto de Nueva York, supuestamente fue saboteado y hundido por un incendio provocado en el Puerto de Nueva York. El jefe de la mafia, Albert Anastasia, se responsabilizó del sabotaje. Aunque el gobierno de los Estados Unidos reclamó que la pérdida del Normandía fue un accidente, muchos estadounidenses se mostraron escépticos y pensaron que la destrucción fue planeada por los nazis. Varios espías y saboteadores del Eje fueron arrestados y ahorcados por sus crímenes, pero nunca se presentaron pruebas que relacionaran a los espías del Eje con la pérdida del Normandía. Después de la guerra, los registros del Eje afirmaron que no había habido ninguna operación de sabotaje y que nunca se habían presentado pruebas del lado aliado para indicar que había habido sabotaje en bajo mundo. El Normandía Tenía un sistema de protección contra incendios muy eficiente, pero se desconectó convenientemente durante la conversión. Con las chispas de un soplete de soldadura, Clement Derrick encendió una pila de chalecos salvavidas llenos de kapok inflamables, el fuego se extendió rápidamente y, finalmente, se usó tanta agua para apagar el fuego que el barco se volvió demasiado pesado. Nadie sabe si el bajo mundo le había pagado a Clement Derrick para quemar la nave. El diseñador del barco, Vladimir Yourkevitch, llegó al barco en llamas para ofrecer su experiencia y la policía del puerto lo prohibió, su idea era entrar en el barco y abrir los gallos marinos que inundarían las cubiertas inferiores y harían que el barco se estabilice, luego podría haber agua. bombeado en áreas de combustión sin el riesgo de volcarse. La sugerencia fue rechazada por el comandante del 3er Distrito Naval, el Contralmirante Adolphus Andrews.
Sin embargo, los temores sobre un posible sabotaje o interrupción de la línea de costa llevaron al Comandante Charles R. Haffenden de la Oficina de Inteligencia Naval de los Estados Unidos (ONI) del Tercer Distrito Naval de Nueva York a establecer una unidad especial de seguridad. Buscó la ayuda de Joseph Lance, quien dirigía el mercado de pescado de Fulton, para obtener información sobre el litoral de Nueva York, controlar los sindicatos e identificar posibles operaciones de abastecimiento y reabastecimiento de combustible para submarinos alemanes con la ayuda de la industria pesquera a lo largo de la Costa Atlántica. Para cubrir las actividades de Lance, se le sugirió que se acercara a Charles Luciano, que era un importante jefe de las cinco familias del crimen de la Mafia de Nueva York. Luciano accedió a cooperar con las autoridades con la esperanza de ser considerado para salir temprano de la prisión.
Luciano estaba en Dannemora en ese momento, cumpliendo una sentencia de 30 a 50 años por dirigir una red de prostitución. Para su cooperación, fue trasladado a una prisión abierta más conveniente y cómoda en Great Meadows en mayo de 1942. La influencia de Luciano para detener el sabotaje sigue sin estar clara, pero las autoridades notaron que las huelgas en los muelles se detuvieron después de que el abogado de Luciano, Moses Polakoff, se pusiera en contacto con figuras del bajo mundo. Con influencia sobre los estibadores y sus uniones. En 1946, la sentencia de Luciano fue conmutada, después de cumplir 9 años y medio, y fue deportado a su Italia natal donde murió libre muchos años después.